# 康嘉娜·拉洛
康嘉娜·拉洛（印度語：कंगना राणावत，1987年3月23日—）是印度女演員，是當今寶萊塢其中一位成功的女演員。
她出生於喜马偕尔邦一個小地方，父母都期望她成為一位醫生。16歲時，拉洛搬到德里居住並成為一位模特兒。在接受演藝訓練後，她在2006年拍攝了她首套電影《Gangster》並獲得2007年印度電影觀眾獎及國際印度電影大獎頒獎禮最佳女新人殊榮。
2008年，她和佩麗冉卡·曹帕拉合作拍攝電影《時尚》（Fashion），此電影大受歡迎，也使拉洛奪得印度電影觀眾獎及國際印度電影大獎頒獎禮等獎項的最佳女配角。
2024年，康嘉娜·拉洛被印度人民黨提名為人民院議員候選人，在故鄉喜马偕尔邦參選2024年印度大選，並順利當選為議員。

## 外部連結
- 康嘉娜·拉洛在互联网电影资料库（IMDb）上的資料（英文）